# Hochwasserschutz Koblenz

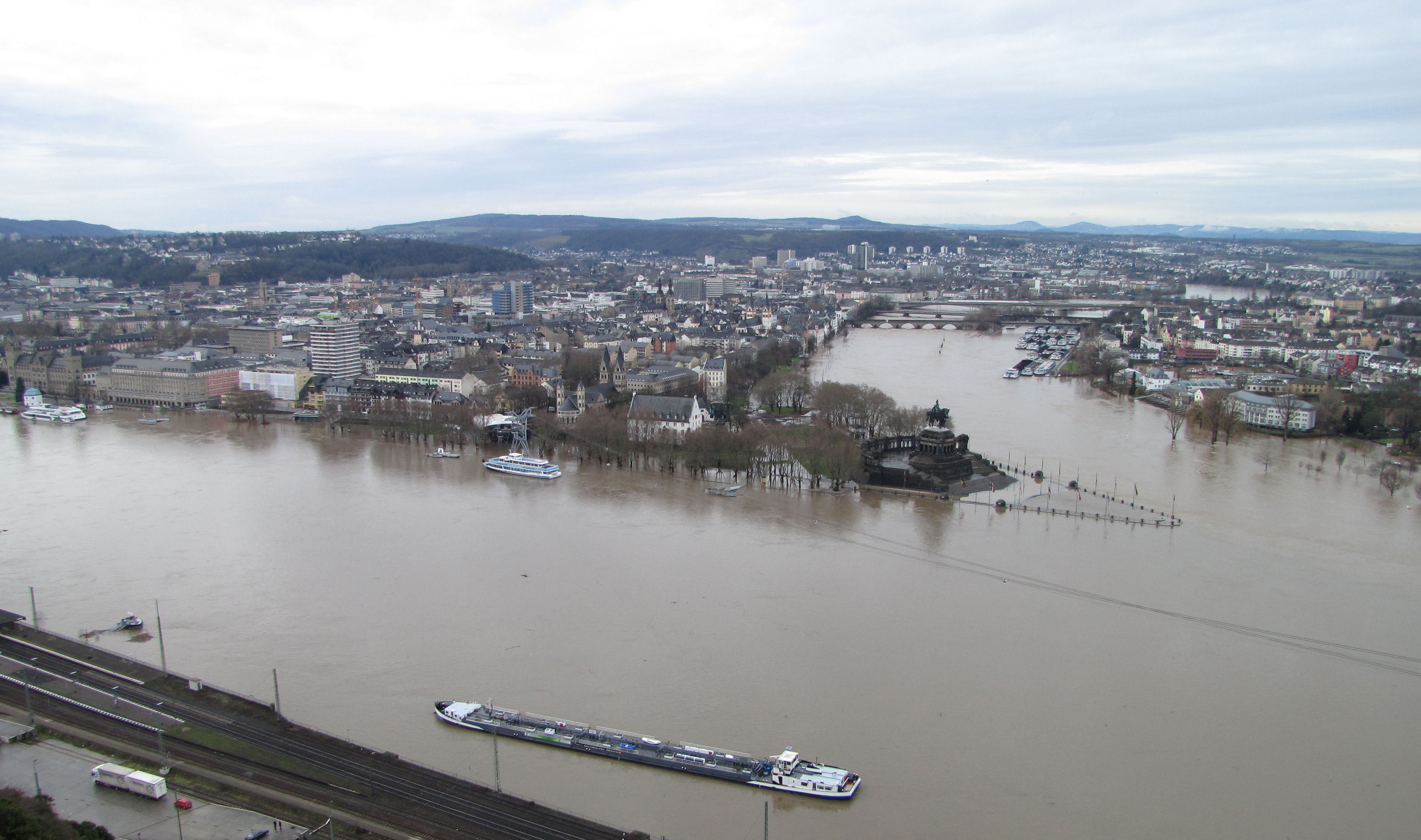
Hochwasser in Koblenz am 9. Januar 2011 (Pegel Koblenz: 701 cm)

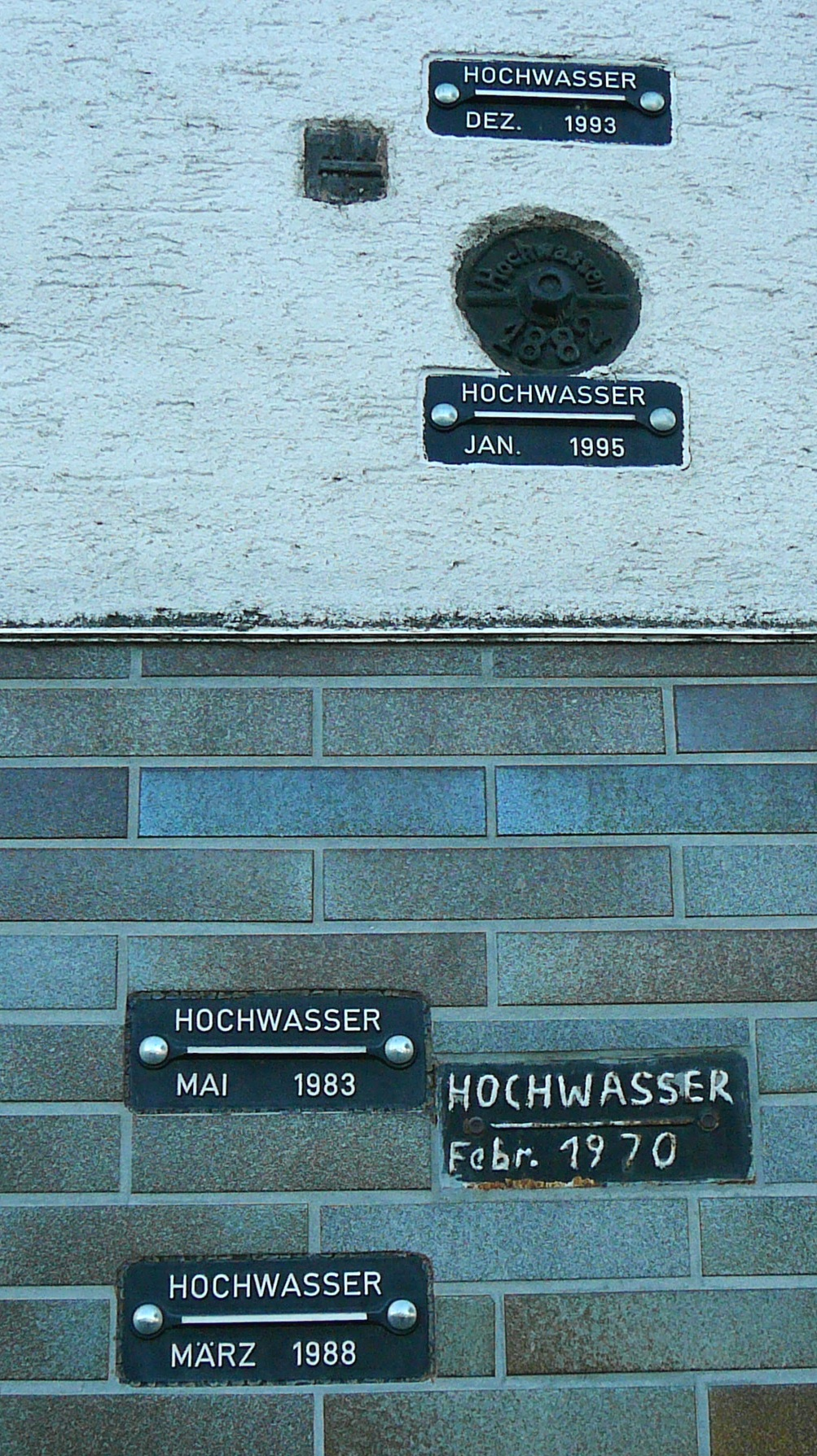
Hochwassermarken zwischen EG und 1. OG an einer Hauswand in Koblenz-Neuendorf direkt am Rheinufer

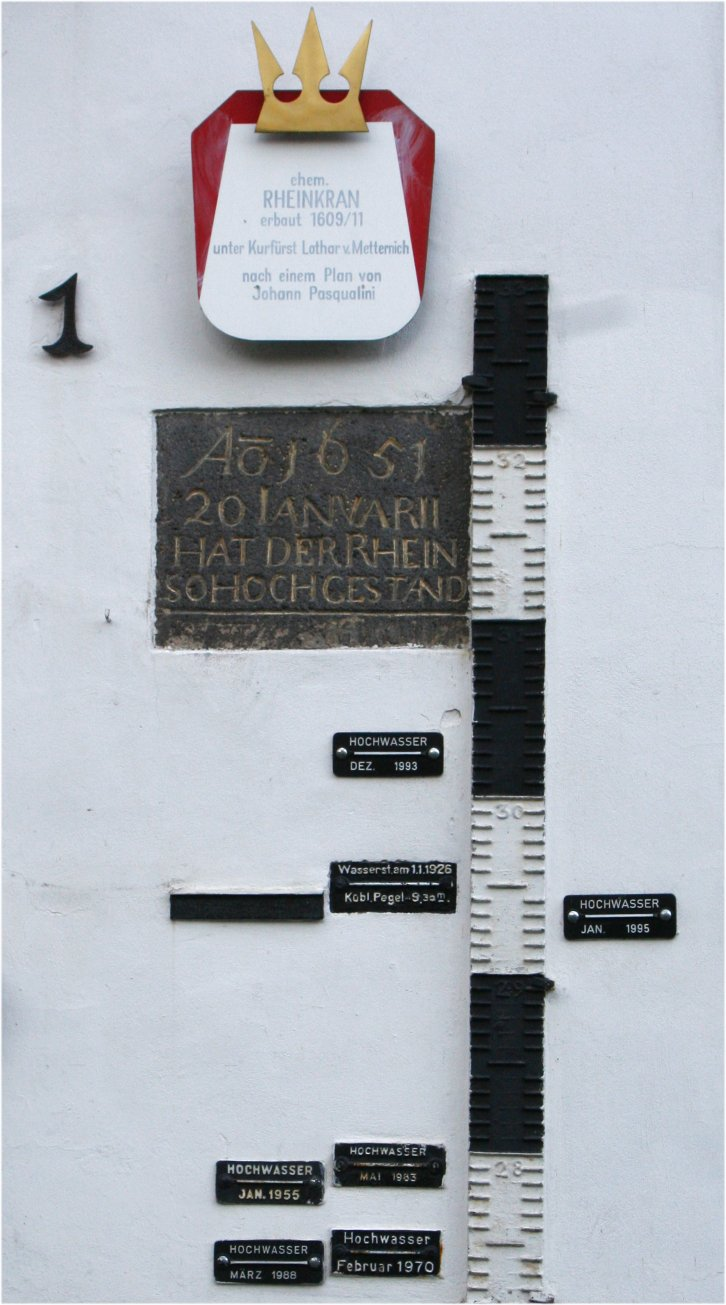
Hochwassermarken am alten Rheinkran, heute Pegelhaus

Der Hochwasserschutz Koblenz soll die von Hochwasser betroffenen Stadtteile in Koblenz schützen. Die Stadt liegt an den Flüssen Rhein und Mosel. Durch diese Lage ist sie besonders häufig und stark von Hochwassern betroffen. Für den Stadtteil Ehrenbreitstein ist im Jahr 2003 ein Hochwasserschutz fertiggestellt worden; der Schutz für die Stadtteile Lützel, Neuendorf und Wallersheim wurde 2019 fertiggestellt.

## Hochwasser in Koblenz
Die Aufzeichnungen über Hochwasser in Koblenz gehen bis ins Jahr 1882 zurück. Seitdem gab es immer wieder Hochwasser, die die Stadtteile an den Flussufern von Rhein und Mosel überfluteten.
Das Rheinhochwasser 1993, welches auch als Jahrhunderthochwasser bezeichnet wird, erreichte in Koblenz einen Pegel von 9,49 Meter. Das Mittelwasser des Rheins am Pegel Koblenz beträgt zum Vergleich 2,37 Meter. Besonders schlimm traf es die Bewohner auch 1983. In diesem Jahr kam es zu zwei Hochwasser innerhalb von knapp zwei Monaten. Mitte April wurde ein Pegel von 8,68 Meter erreicht und Ende Mai kam es erneut zu einem Hochwasser mit einem Höchststand von 8,77 Meter. Weitere Hochwasser in Koblenz, die vor 1882 auftraten und mit Hochwassermarken belegt sind, stammen aus dem Jahr 1784 mit 10,20 und aus dem Jahr 1651 mit 9,71 Meter.
In der folgenden Tabelle sind die zehn höchsten Pegel des Rheins in Koblenz seit dem Jahr 1882 aufgeführt:
| Platz | Datum             | Höchststand [cm] |
| ----- | ----------------- | ---------------- |
| 1.    | 23. Dezember 1993 | 949              |
| 2.    | 1. Januar 1926    | 930              |
| 3.    | 16. Januar 1920   | 923              |
| 4.    | 30. Januar 1995   | 922              |
| 5.    | 28. November 1882 | 920              |
| 6.    | 29. Mai 1983      | 877              |
| 7.    | 13. April 1983    | 868              |
| 8.    | 19. Januar 1955   | 863              |
| 9.    | 28. März 1988     | 861              |
| 10.   | 24. Februar 1970  | 861              |

## Schutz für Ehrenbreitstein
Der Stadtteil Ehrenbreitstein wurde zwischen 1997 und 2003 komplett mit einem Hochwasserschutz ausgestattet. Der stationäre Teil des Hochwasserschutzes kombiniert mit den portablen Dammbalken schützen den Stadtteil vor einem Hochwasserpegel bis zu 10,88 Meter.
Das Land hatte damals die Planungen für den Hochwasserschutz komplett der Stadt Koblenz überlassen. Die am Rhein verlaufende Bundesstraße 42 und die parallel laufende Bahnstrecke wurden im Zuge des Hochwasserschutzes höher gelegt. Somit schützt nun der Bahndamm mit integrierter  Hochwasserdichtwand den Stadtteil vor Hochwasser.  In Summe betrugen die Baukosten ca. 12 Mio. Euro und wurden zu 90 % vom Land getragen.

## Schutz für Lützel, Neuendorf und Wallersheim

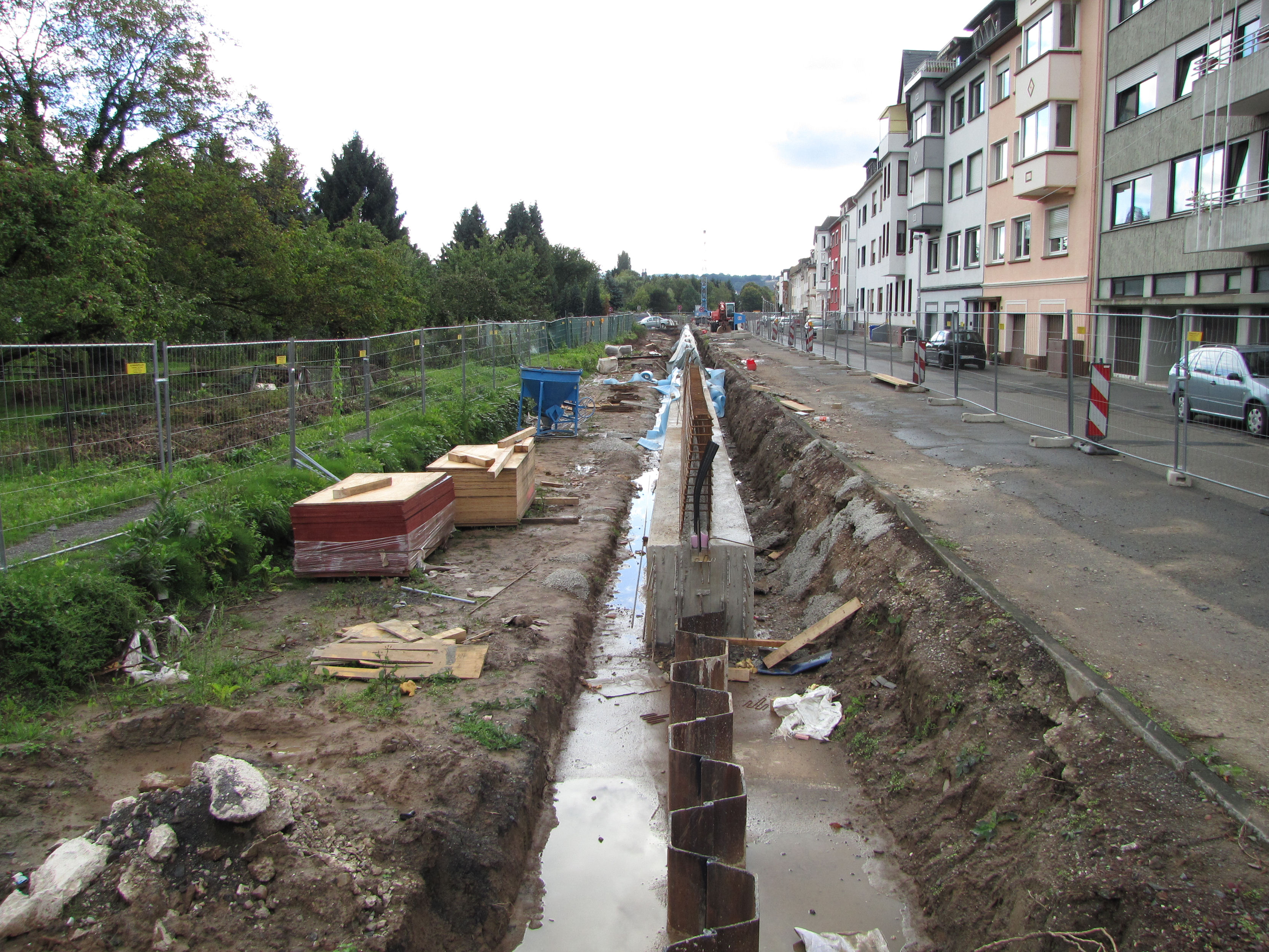
Bauarbeiten für eine Hochwasserschutzwand in Koblenz-Neuendorf (2010)

Der Stadtteil Neuendorf gilt als am stärksten von den Hochwassern betroffen. Somit gab es schon lange Bemühungen, diesen Ortsteil zu schützen. Auf Basis einer Projektunterlage von 2004 hat das Land Rheinland-Pfalz entschieden, im Rahmen der Bundesgartenschau 2011 einen Hochwasserschutz für diese Ortsteile gegen 10-jährige Hochwasser zu realisieren.
Im März 2006 wurde die Bearbeitung der Vorplanung für den Hochwasserschutz Koblenz abgeschlossen. Aufgabe dieser Vorplanung war es, verschiedene Lösungsmöglichkeiten zu finden und diese untereinander zu vergleichen und zu bewerten. Mit einem Stadtratsbeschluss Mitte 2006 wurde seitens der Stadt festgelegt, die bevorzugte Lösungsvariante weiter zu verfolgen. Zum Jahresende 2006 wurde die Entwurfsplanung fertiggestellt. Die Planung wurde am 6. November 2008 von der SGD Nord genehmigt. Am 26. Februar 2010 erfolgte offiziell der erste Spatenstich für den Hochwasserschutz in den linksrheinischen Ortsteilen Lützel, Neuendorf und Wallersheim durch den damaligen Oberbürgermeister Eberhard Schulte-Wissermann. Der erste Bauabschnitt erstreckte sich von der Balduinbrücke bis zum Schutzhafen, der zweite von der Neuendorfer Straße über die Kleingartenanlage Richtung Neuendorf. In einem dritten Bauabschnitt wurden die Deiche aus dem Jahr 1927 zwischen Europabrücke und Moseleisenbahnbrücke sowie Moseleisenbahnbrücke und Balduinbrücke ertüchtigt und das Pumpwerk An der Bleiche saniert. Die mit 45 Millionen Euro veranschlagte Anlage werde aus einer Kombination aus mobilen Elementen aus Aluminium sowie Schutzmauern und Dämmen bestehen. Die Baumaßnahmen wurden 2019 abgeschlossen.

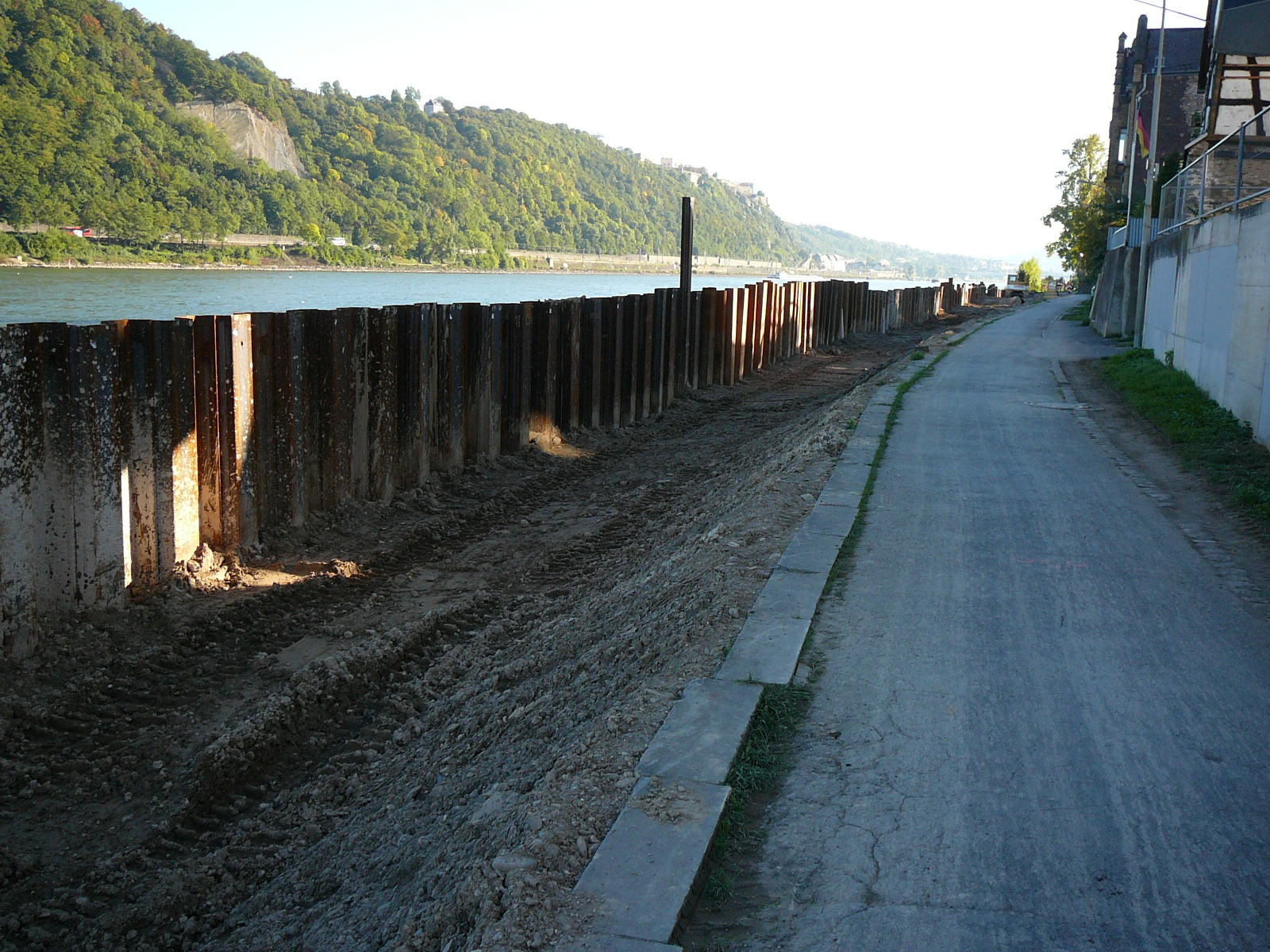
Spundwände am Rheinufer Blickrichtung Festung Ehrenbreitstein

Der Hochwasserschutz besteht hauptsächlich aus Spundwänden. Ihre maximale Schutzhöhe liegt bei 8,75 Meter am Pegel Koblenz. Diese Höhe schützt vor einem so genannten 10-jährigen Hochwasser unter Berücksichtigung des Zusammentreffens von Rhein- und Moselhochwasser. Die Mauer selbst schützt bis zu einem Pegel von 8,45 Meter; zusätzlich kann ein Freibord aufgesetzt werden, das noch einmal 30 cm hoch ist. Im Bereich der Deiche zwischen Europabrücke und Balduinbrücke beträgt die Schutzhöhe 9,7 m. Mit einer Länge von etwa 3,8 km ist diese Hochwassermauer entlang des Rheins die längste örtliche Hochwasserschutzmauer des Landes Rheinland-Pfalz.